# Диккеншид
Диккеншид (нем. Dickenschied) — община в Германии, в земле Рейнланд-Пфальц. 
Входит в состав района Рейн-Хунсрюк. Подчиняется управлению Кирхберг.  Население составляет 712 человек (на 31 декабря 2010 года). Занимает площадь 5,86 км².